# Merops persicus
El abejaruco persa (Merops persicus) es una especie de ave coraciiforme de la familia Coraciidae. Se encuentra desde Marruecos hasta Oriente Medio a través de todo el norte de África.

## Subespecies
Se conocen dos subespecies de Merops persicus:
- Merops persicus chrysocercus - noroeste de África (al sur del Atlas); de Senegambia al Lago Chad.
- Merops persicus persicus - de Egipto al Lago Balkhash y el Hindu Kush; invernante hasta el sur de África.

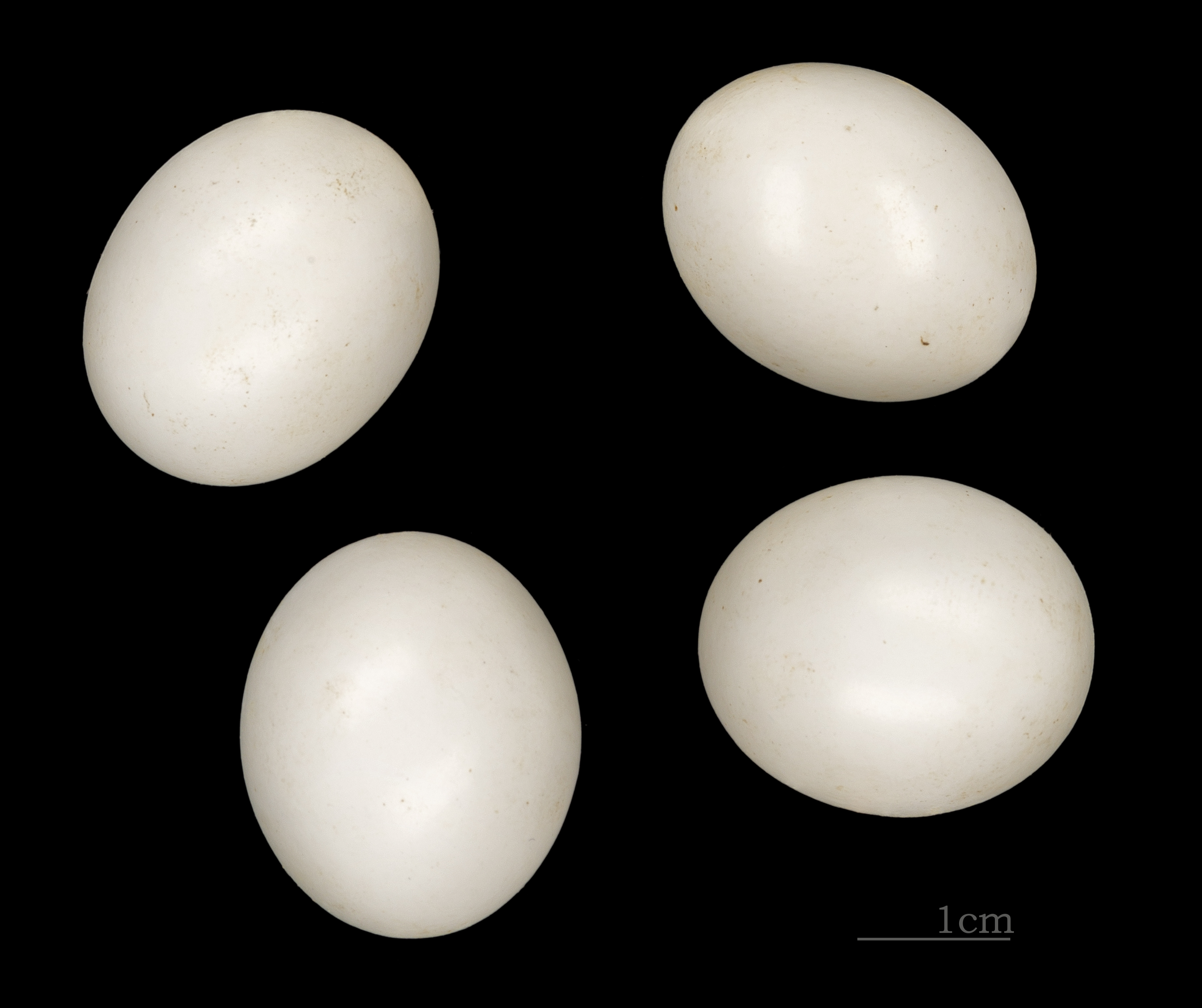
Huevos de Merops persicus